# La Bussière (Loiret)
La Bussière és un municipi francès, situat al departament del Loiret i a la regió de Centre – Vall del Loira. L'any 2007 tenia 782 habitants.

## Demografia

### Població
El 2007 la població de fet de La Bussière era de 782 persones. Hi havia 324 famílies, de les quals 74 eren unipersonals (35 homes vivint sols i 39 dones vivint soles), 127 parelles sense fills, 104 parelles amb fills i 19 famílies monoparentals amb fills.
La població ha evolucionat segons el següent gràfic:
Habitants censats

### Habitatges
El 2007 hi havia 419 habitatges, 324 eren l'habitatge principal de la família, 61 eren segones residències i 34 estaven desocupats. 413 eren cases i 6 eren apartaments. Dels 324 habitatges principals, 232 estaven ocupats pels seus propietaris, 87 estaven llogats i ocupats pels llogaters i 5 estaven cedits a títol gratuït; 1 tenia una cambra, 10 en tenien dues, 55 en tenien tres, 103 en tenien quatre i 155 en tenien cinc o més. 228 habitatges disposaven pel capbaix d'una plaça de pàrquing. A 128 habitatges hi havia un automòbil i a 165 n'hi havia dos o més.

### Piràmide de població
La piràmide de població per edats i sexe el 2009 era:
| Homes | Edats   | Dones |
| ----- | ------- | ----- |
| 0     | 95 o +  | 0     |
| 0     | 90 a 94 | 4     |
| 0     | 85 a 89 | 4     |
| 8     | 80 a 84 | 12    |
| 24    | 75 a 79 | 16    |
| 8     | 70 a 74 | 28    |
| 24    | 65 a 69 | 12    |
| 20    | 60 a 64 | 4     |
| 16    | 55 a 59 | 20    |
| 28    | 50 a 54 | 28    |
| 8     | 45 a 49 | 20    |
| 32    | 40 a 44 | 24    |
| 32    | 35 a 39 | 32    |
| 32    | 30 a 34 | 24    |
| 16    | 25 a 29 | 32    |
| 8     | 20 a 24 | 20    |
| 24    | 15 a 19 | 48    |
| 24    | 10 a 14 | 28    |
| 32    | 5 a 9   | 20    |
| 20    | 0 a 4   | 12    |

## Economia
El 2007 la població en edat de treballar era de 511 persones, 369 eren actives i 142 eren inactives. De les 369 persones actives 329 estaven ocupades (167 homes i 162 dones) i 40 estaven aturades (13 homes i 27 dones). De les 142 persones inactives 70 estaven jubilades, 42 estaven estudiant i 30 estaven classificades com a «altres inactius».

### Ingressos
El 2009 a La Bussière hi havia 342 unitats fiscals que integraven 854 persones, la mediana anual d'ingressos fiscals per persona era de 18.166 €.

### Activitats econòmiques
Dels 33 establiments que hi havia el 2007, 1 era d'una empresa extractiva, 1 d'una empresa alimentària, 1 d'una empresa de fabricació de material elèctric, 2 d'empreses de fabricació d'altres productes industrials, 2 d'empreses de construcció, 11 d'empreses de comerç i reparació d'automòbils, 4 d'empreses de transport, 4 d'empreses d'hostatgeria i restauració, 2 d'empreses financeres, 2 d'empreses immobiliàries, 1 d'una empresa de serveis, 1 d'una entitat de l'administració pública i 1 d'una empresa classificada com a «altres activitats de serveis».
Dels 5 establiments de servei als particulars que hi havia el 2009, 1 era una oficina de correu, 1 taller de reparació d'automòbils i de material agrícola, 1 perruqueria i 2 restaurants.
Dels 3 establiments comercials que hi havia el 2009, 1 era una botiga de més de 120 m², 1 una botiga de menys de 120 m² i 1 una joieria.
L'any 2000 a La Bussière hi havia 9 explotacions agrícoles que ocupaven un total de 465 hectàrees.

## Equipaments sanitaris i escolars
El 2009 hi havia una escola elemental integrada dins d'un grup escolar amb les comunes properes formant una escola dispersa.

## Poblacions més properes
El següent diagrama mostra les poblacions més properes.